# 威利的巧克力體驗
威利的巧克力體驗是一場於2024年2月24日舉辦，以《查理與巧克力工廠》為靈感的未經授權沉浸式體驗活動，於2024年2月在英國蘇格蘭格拉斯哥舉行。主辦方在官方網站上宣傳該活動為「夢幻般」的互動式家庭體驗，並展示多張人工智慧藝術宣傳海報。然而，實際活動場地僅為一間裝飾簡陋的倉庫，與宣傳內容嚴重不符，導致許多購票參加的民眾失望，並在社群媒體上紛紛發文抱怨。
由於參加者的不滿與大量投訴，該事件迅速引發關注，警方最終介入調查。活動的荒誕與失敗程度使其在網路上迅速爆紅。許多評論將其與2008年的拉普蘭新森林爭議、2014年Tumblr粉絲大會DashCon，以及2017年的Fyre音乐节詐騙案相提並論。

## 背景
該活動原定於2024年2月24日至25日舉辦，宣傳資料聲稱將打造「精心設計、令人驚嘆的場景」，靈感來自羅爾德·達爾的經典作品，並提供「豐富的美味糖果」。然而，官方網站與宣傳圖片充斥著品質低劣的AI垃圾，不僅出現明顯的拼寫錯誤，如「cartchy tuns」和「a pasadise of sweet teats」，甚至還有毫無意義的詞彙「catgacating」。門票售價高達每人35英鎊。在活動宣傳期間，部分Reddit用戶在Facebook廣告上看到此活動後，懷疑其為騙局，並對有人僅憑AI生成的圖片就購票感到驚訝。
該活動由光明會之家（House of Illuminati）公司主辦，該公司由比利·庫爾（Billy Coull）註冊，並聲稱致力於提供「無與倫比的沉浸式體驗」。然而，《Rolling Stone》分析指出，其官方網站及活動描述很可能是由AI聊天機器人（如ChatGPT）自動生成的。庫爾過去曾註冊多家不同公司，並自稱為已解散品牌Empowerity的「顧問」。此外，他曾於2021年共同經營一家目前已停業的格拉斯哥食物賙濟庫，並在2023年夏季自行出版了17本AI生成書籍，其中包含疫苗陰謀論等內容。
活動聘請了三名演員飾演「威利·麥克杜夫」（Willy McDuff），這一角色顯然是基於威利·旺卡改編而來。其中一名演員保羅·康奈爾（Paul Connell）透露，演員們僅有一天時間準備劇本。另一名「威利·麥克杜夫」的演員、18歲的邁克爾·阿奇博爾德（Michael Archibald）是首次參與演出，但他直到活動前一天晚上6點才拿到劇本。
克莉絲蒂·帕特森（Kirsty Paterson）飾演活動中的「旺基倫普人」（Wonkidoodles），該角色類似於《查理與巧克力工廠》中的歐帕倫普人。她透過求職網站Indeed應徵該職位，薪資為兩日500英鎊。活動前一天，演員們前往場地進行彩排，卻發現場地幾乎沒有任何佈置。工作人員告知他們，將會有人在當晚完成搭建。然而當他們隔天返回時，場地狀況並未有所改善。帕特森表示，她的服裝直到活動開始前一小時才發放，且這些服裝似乎是當天早晨透過亞馬遜快遞寄達的包裹。

## 劇本
該活動的劇本名為「旺基倫普人與威利·麥克杜夫的巧克力工廠：劇本」（Wonkidoodles at McDuff's Chocolate Factory: A Script），故事圍繞主角麥克達夫（McDuff）帶領觀眾穿越「魔法花園」（Garden of Enchantment）與「暮光隧道」（Twilight Tunnel）途中，遭遇名為「未知者」（The Unknown）的反派角色——這個角色被描述為「居住在牆內的邪惡巧克力製造者」，企圖從麥克達夫的「想像實驗室」中偷走「抗塗鴉永不掉色糖球」（Anti-Graffiti Gobstopper）。據劇本描述，這顆糖果擁有「強大力量，能讓任何房間閃閃發光，無需動手清潔」。最終，麥克達夫利用糖球的力量擊敗未知者，使其「被機器人吸塵器溫和地掃走」，以幽默方式結束對決。
劇本的一大特徵是，不僅包含舞台指示，還詳細描述了觀眾應有的反應。飾演麥克達夫的保羅·康奈爾（Paul Connell）形容這是「15頁由AI生成的無意義獨白」，並將機器人吸塵器的設定比喻為任天堂遊戲《路易吉洋樓》的劇情。活動結束後，主辦人庫爾聲稱該劇本由他本人撰寫，AI僅用來「檢查拼寫、語法和連貫性」。

## 活動

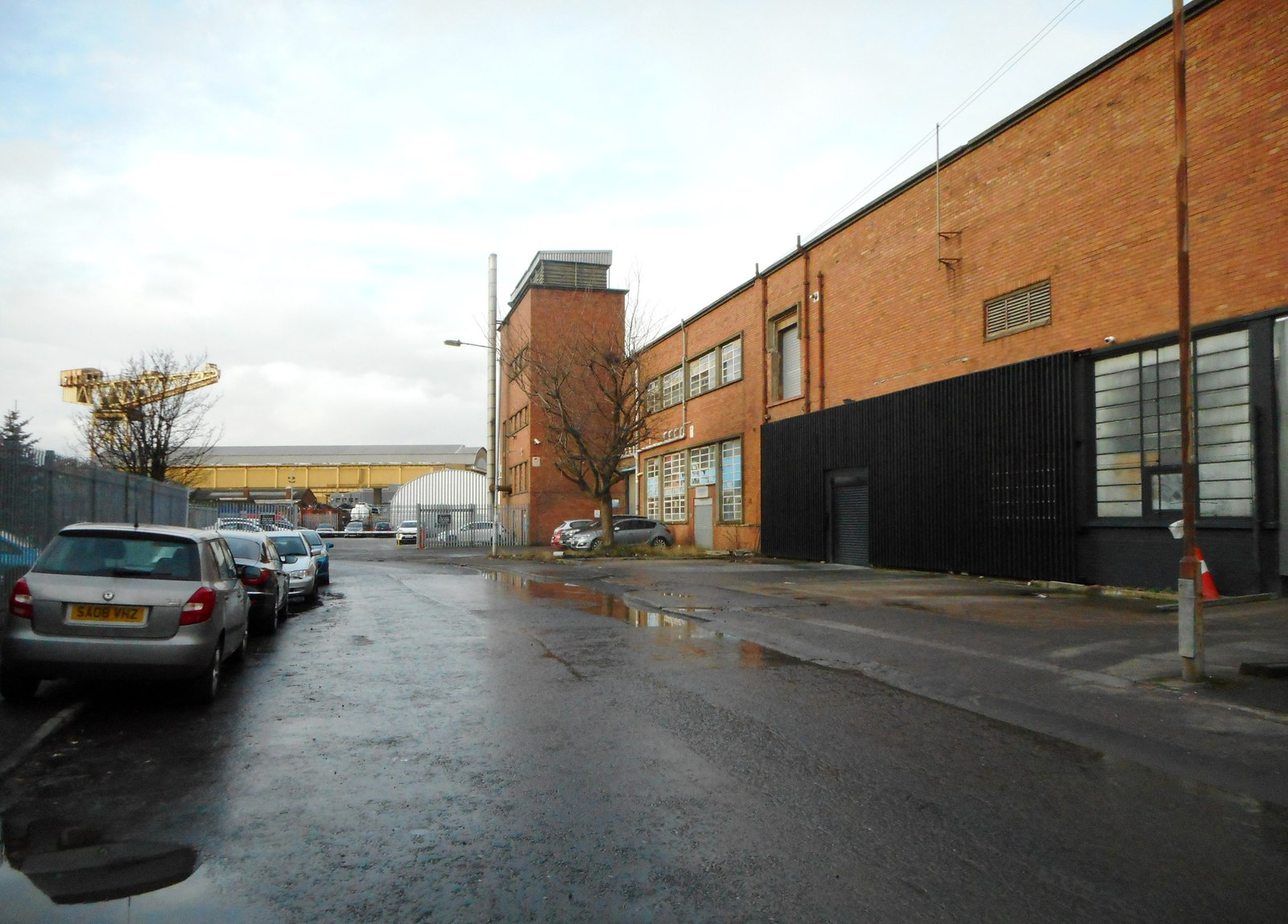
活動的舉辦地點箱式中心倉庫（Box Hub Warehouse），攝於2019年

活動地點選在格拉斯哥懷特因奇工業區內的箱式中心倉庫（Box Hub Warehouse）舉辦，根據參與者形容，該場地「幾乎就是一個廢棄倉庫」。佈景僅有一座小型充氣城堡，牆上貼著AI生成的背景圖片，部分道具則隨意散落在裸露的水泥地上。場館窗戶污漬斑斑，空調設備裸露在外，環境極為簡陋。
飾演「未知者」的演員為16歲的費莉西亞·道金斯（Felicia Dawkins）穿著銀色面具與黑色披風，從一面大型長方形鏡子後現身，嚇哭不少年幼觀眾。儘管劇本設定未知者應被吸塵器擊敗，但現場並未提供該道具，演員們只能臨場發揮應對。
康奈爾透露，工作人員指示每位小朋友只能獲得「兩顆雷根糖與四分之一杯檸檬汁」，但糖果很快就供應不足。 演員克莉絲蒂·帕特森（Kirsty Paterson）與珍妮·弗格蒂（Jenny Fogarty）表示，首三場45分鐘的表演結束後，主辦方直接要求他們放棄劇本，改為讓遊客自行走動，結果「整個體驗只需要兩分鐘就結束了」。 此舉讓「未知者」這個原本的反派角色變成純粹嚇小孩的存在，毫無劇情可言。部分演員即興發揮，讓孩子們對未知者做鬼臉以嚇退她，但道金斯坦言，有時候她只能「尷尬地走回自己的角落」。
康奈爾原本被告知每45分鐘可休息15分鐘，但實際上，他連續扮演麥克達夫長達三個半小時，幾乎沒有休息。當他回來用餐時，發現大批顧客正在向主辦人庫爾要求退款，而其他演員也不知所措。隨後，活動在開幕當天下午便宣布取消，演員們無奈離場，並前往酒吧休息。
當康奈爾稍後返回會場時，他形容現場氣氛「瀕臨暴力衝突」，因為現場已有兩輛警車及兩輛警用廂型車戒備，整場活動徹底以混亂收場。

## 反應
參與者普遍對「威利的巧克力體驗表示極度不滿，不少人要求退款。一名家長開車帶孩子長途跋涉兩個小時來到現場，憤怒地直呼這場活動是「徹頭徹尾的騙局」。還有一些沒有提前收到活動取消通知的訪客，則要求主辦方補償他們的火車票費用。
活動取消後，主辦人比利·庫爾（Billy Coull）聲稱將向850名顧客退款，這項承諾也在活動的Facebook頁面上重申。部分Facebook用戶表示，他們確實收到了退款。 然而，演員克莉絲蒂·帕特森（Kirsty Paterson）與珍妮·弗格蒂（Jenny Fogarty）透露，她們原本應該獲得的500英鎊薪資，最終卻只拿到一半。
提供場地的Box Hub隨後發表聲明，代表活動主辦方道歉，並批評主辦方「要麼對受影響的家庭與孩子毫不在意，要麼就是羞愧到不敢發聲」。為了補償受害者，Box Hub提供場地讓參與者免費使用。此外，光明會之家未來也不會再舉辦任何活動。
面對輿論壓力，庫爾刪除了自己的LinkedIn帳號、YouTube頻道和個人網站。幾天後，飾演麥克達夫的保羅·康奈爾（Paul Connell）在受訪時直言，庫爾可能已經成為「當時格拉斯哥最不受歡迎的人之一」。庫爾後來接受《星期日泰晤士報》訪問時，對活動的結果表達歉意，並承諾會承擔責任。

### 募款
在接受《Wired》雜誌訪問時，康奈爾表示，他與其他演員正與家長合作，計劃為當天受影響的孩子免費演出，以彌補他們的失望與期待落空。
此外，一些與活動相關的物品被拍賣，所得款項捐贈慈善機構。Box Hub將現場手寫的「活動取消」標誌拍賣，為當地兒童醫院籌得850英鎊。而格拉斯哥的Monorail Music唱片行則拍賣了兩張從現場回收的背景畫布，共籌得2,250英鎊，並將善款捐贈給巴勒斯坦醫療援助慈善機構。

## 影響

### 網路迷因
一張克莉絲蒂·帕特森（Kirsty Paterson）飾演「旺基倫普人」的照片在網路上爆紅，成為網路迷因。照片中，帕特森在「雷根糖房間」（Jellybean Room）內神情沮喪，而房間裡唯一的擺設是一張擺滿化學設備的桌子，這一畫面被網友戲稱為「冰毒實驗室」。此外，有人將這張照片與愛德華·馬奈1882 年的畫作《女神游乐厅的吧台》相比，認為兩者都展現出「一名在工作中感到疏離的女性」。
活動中的反派角色「未知者」（The Unknown）也在網路上掀起話題，衍生出大量迷因。一些Twitter用戶甚至表示，打算在萬聖節裝扮成這個角色。

### 政治與媒體反應
2024年3月6日，英國工黨黨魁施紀賢在下議院發言時開玩笑地暗示，財政大臣杰里米·亨特在行銷策略上似乎向這場活動取經，藉此諷刺其關於托兒服務的承諾。同樣地，保守黨國會議員、下議院領袖彭妮·莫当特也戲稱，她原以為這場活動是由苏格兰民族党策劃的，因為它「成本高昂、回報低劣，還得請警方介入」。

### 影視媒體
英國第五台於2024年3月6日播映一部長達一小時的紀錄片——《旺卡：震撼英國的醜聞》（Wonka: The Scandal that Rocked Britain），內容包含對庫爾及活動演員的訪談。然而，《衛報》僅給予該節目兩星評價，批評其「過度解釋笑話」，並認為唯一有價值的內容是對庫爾的專訪。
2024年4月，《吉米·坎摩尔直播秀》推出了一則名為《巧克力冒險工廠：續集》(Charlie and the Chocolate Factory Part Two）的惡搞短劇調侃這場活動。短劇由2005年版電影中飾演查理·巴克特（Charlie Bucket）的費迪·夏摩亞主演。
隨著活動走紅，飾演「未知者」的菲莉西亞·道金斯（Felicia Dawkins）獲得了進一步的表演機會，受邀前往倫敦地牢訓練並客串演出。倫敦地牢的發言人稱讚她：「這位年輕的演員顯然在恐怖演出方面頗具天賦。」
2024年4月，一場名為「威利的巧克力體驗在洛杉磯」（Willy's Chocolate Experience LA）的雞尾酒與表演之夜在洛杉磯舉辦。該活動由當地藝術家團體策劃，與格拉斯哥的活動無關。克莉絲蒂·帕特森受邀參與，儘管她在表演當天嚴重時差影響，《衛報》卻以幽默的語氣評論道：「當拙劣本就是這場表演的主題時，你還能抱怨什麼呢？」所有收益皆捐贈給美國國家心理健康聯盟。

### 改編音樂劇
製作人理查德·克拉夫特（Richard Kraft）於2024年愛丁堡國際藝穗節推出了一場以該事件為主題的音樂舞台朗讀會。參與演出的包括喜劇演員芮琪·琳達馮、演員雪莉·芮格娜、卡桑德拉·M·帕克（Cassandra Parker）、艾瑞克·彼德森、百老匯作曲家艾倫·扎哈里（Alan Zachary）與麥可·維納、導演安迪·費克曼以及托娃·利文
（Tova Litvin）與道格·洛克威爾。此外，帕特森亦以自身經歷為靈感，在劇中擔任旁白及飾演自己。特別的是，1971年電影《歡樂糖果屋》的兩位演員也參與了演出，包含巴里斯·瑟曼（曾飾演麥克·提維）與茱莉·唐·柯爾（曾飾演維魯卡·索爾特）。
《舞台》僅給予該音樂劇兩星評價，評論道：「這場表演顯然足夠自覺，知道自己就是一場基於另一場拙劣活動的拙劣娛樂演出。」

## 外部連結
- Willy Choclate Experience的官方網站，存档于（存檔日期 24 February 2024）（原文如此）
- 從吉茲莫多取得的劇本